# R'Kiz
R'Kiz è uno dei cinque comuni del dipartimento di R'Kiz, situato nella regione di Trarza in Mauritania. Nel censimento della popolazione del 2000 contava 10.688  abitanti.